# Leo Rosner
Leopold Rosner (ur. 26 czerwca 1918 w Krakowie, zm. 10 października 2008 w Melbourne) – polsko-australijski muzyk narodowości żydowskiej, ocalony z Holokaustu przez Oskara Schindlera.

## Życiorys
Urodził się w Krakowie w żydowskiej rodzinie muzyków. Był jednym z dziewięciorga rodzeństwa. Podczas II wojny światowej, pod koniec 1942 został przesiedlony do krakowskiego getta. Tam w 1943 poślubił Helenę Haubenstok (ur. 1922). Wkrótce jednak został przeniesiony do obozu w Płaszowie, gdzie po ośmiu miesiącach dołączyła do niego żona. Ze względu na talent muzyczny, razem z bratem Henrykiem (1905–1995) często grywał na przyjęciach u komendanta obozu, Amona Götha (Leo na akordeonie, Henryk na skrzypcach). W październiku 1944 przy pomocy Oskara Schindlera został przetransportowany do obozu w Brunnlitz (Brněnec) na Morawach, gdzie wraz z innymi zatrudnionymi w fabryce doczekał wyzwolenia w maju 1945.
Po zakończeniu wojny wraz z żoną wyemigrował do Paryża, skąd w 1949 wyjechał do Australii i osiadł na stałe w Melbourne. Tam prowadził biznes związany z branżą muzyczną oraz grywał w kapelach. Pod koniec życia zachorował na chorobę Alzheimera, której powikłania doprowadziły do jego śmierci. Został pochowany na cmentarzu żydowskim w Springvale w Melbourne.
Miał dwie córki Annę i Frances, sześciu wnuków i sześciu prawnuków. Z żoną Heleną pozostawał w związku małżeńskim przez 65 lat. W jego postać w filmie Lista Schindlera wcielił się Piotr Polk. Pojawił się także w scenie końcowej, podczas kładzenia kamieni na grobie Schindlera.